# Râul Crișul Negru
Crișul Negru este unul dintre cele trei Crișuri (de la nord la sud Repede, Negru și Alb) care se varsă sub denumirea de Criș (Körös) în Tisa (Tisza) pe teritoriul Ungariei având o lungime de 168 km. Această regiune fiind denumită și Țara Crișurilor.

## Generalități
Crișul Negru se formează în Munții Apuseni la confluența a două brațe: Crișul Poienii și Crișul Băiței în dreptul localității Ștei. Râul care are o lungime de 144 km pe teritoriul României, străbate depresiunea Beiuș, Dealurile de Vest, Câmpia de Vest, curgând prin localitățile Nucet, Ștei, Beiuș vărsându-se in Ungaria în Crișul Alb după care în Tisa. Pe o porțiune de 5,3 km râul marchează frontiera româno-ungară.

### Hidronimie
Numele provine din forma latină atestată Crisola, care la rândul său poate proveni fie din adjectivul grecesc Χρισός : „aurit”, din cauza prundișului aurifer, fie din limba dacică, presupunând că etimonul krísos ar fi avut semnificația de „negru”, în care caz denumirea de Crișul Negru ar fi un pleonasm iar cea de Crișul Alb un oximoron.

## Hărți
- Harta munții Codru Moma  Arhivat în 9 iunie 2008, la Wayback Machine.
- Harta munții Pădurea Craiului  Arhivat în 16 ianuarie 2010, la Wayback Machine.
- Harta munții Bihor-Vlădeasa  Arhivat în 9 iunie 2008, la Wayback Machine.
- Harta munții Apuseni
- Harta Munții Bihor